# Aleksandr Balandine
Pour les articles homonymes, voir Balandine.
Cet article possède un paronyme, voir Aleksandr Balandin.
Aleksandr Nikolaïevitch Balandine (en russe : Александр Николаевич Баландин) est un cosmonaute soviétique, né le 30 juillet 1953.

## Biographie
Il est choisi comme cosmonaute le 1er décembre 1978. Alexandre Balandine a volé comme ingénieur de vol sur Soyouz TM-9, le 11 février 1990, lancé en direction de Mir, en tant que membre de l'expédition Mir EO-6. Il a atterri le 9 août 1990.
Il est à la retraite depuis le 17 octobre 1994.